# Tumenbrug
De Tumenbrug (Chinees: 图们江大桥, Koreaans: 두만강대교) is een brug over de Tumen. De brug ligt tussen Hunchun in de provincie Jilin in China en de Noord-Koreaanse provincie Hamgyŏng-pukto.
De brug is 536 meter lang en werd in 1938 door Japan gebouwd. Japan had in die tijd Korea bezet en Mantsjoekwo feitelijk in handen.
De brug verkeert in een slechte staat en heeft onvoldoende capaciteit. In 2014 werd besloten een nieuwe brug te bouwen. Deze kwam 20 kilometer stroomopwaarts en zou 800 meter lang en 23 meter breed worden. De brug werd in 2016 opgeleverd.